# Willkommen im Club (Fernsehsendung)
Willkommen im Club, auch Willkommen im Club: Ein Abend mit Harald Juhnke war eine Comedyshow des Österreichischen Rundfunks in Koproduktion mit dem Sender Freies Berlin und dem Norddeutschen Rundfunk, die vierteljährlich im Abendprogramm der ARD und des ORF ausgestrahlt wurde.

## Hintergrund
Harald Juhnke präsentierte als Moderator nationale und internationale Gaststars, die sich bei Musik, Tanz, Komik und Sketchen ein Stelldichein gaben. Juhnke, der zuvor die Show Wie wär’s heut’ mit Revue (1983/84) beim ZDF moderiert hatte und wegen Alkoholproblemen in Ungnade gefallen war, wurde entsprechend als „Phönix aus der Flasche“ angekündigt. Er begrüßte die Zuschauer mit den Worten: „Ich freue mich, dass Sie gekommen sind, und ich freue mich noch mehr, dass Sie fest daran geglaubt haben, dass ich auch komme.“ Im Verlauf der ersten Folge wurde als running gag noch mehrmals humorvoll auf das Thema Alkoholismus angespielt.
Die Sendungen wurden aufgezeichnet und wenig später ausgestrahlt; der Großteil  entstand in Wien, weitere Aufzeichnungen erfolgten in Berlin und Hamburg. Die letzte Folge wurde im Oktober 1991 ausgestrahlt. Juhnke erfüllte die Erwartungen: „Um dem «Ersten» das in mich gesetzte Vertrauen zurückzuzahlen, sang, spielte und tanzte ich wie in jungen Jahren.“

## Gäste (Auswahl)
- Stargäste der Premierensendung waren Gilbert Bécaud und Ephraim Kishon.
- In den folgenden Jahren traten unter anderem auf: Mireille Mathieu, Paul Anka, Milva, David Hasselhoff, Audrey Landers,[4] Paolo Conte, Umberto Tozzi, Ute Lemper, Peter Alexander, Udo Jürgens, Gitte Haenning, Bernhard Minetti, Will Quadflieg, Peter Weck und Eddi Arent als sein Sketchpartner in mehreren Folgen.[5]